# Павлищево (Износковский район)
Павли́щево — деревня в Износковском районе Калужской области Российской Федерации. Входит в состав сельского поселения «Село Шанский Завод».

## Название
… почему вы-то зовёте селище Павлищево Митрополичьей землёй вяцкой? […] жил господине, на том селище до мору Павлик.
От Павлище — уменьшительной формы календарного имени Павел латинского происхождения.

## География
Расположена в пределах Смоленско-Московской возвышенности,  в северо-западной части Калужской области, на административной границе со Смоленской и Московской областями, на левом берегу реки Шани, в ~ 96-ми километрах от областного центра — города Калуги, и в ~ 31 км от районного центра — села Износки.
Ближайшие населённые пункты: деревни Терехово (3,5 км) и Михали (11 км).

## История
Деревня Павлищево впервые поименована и указана на картах Делиля в окрестностях Можайска.
До упразднения уездно-губернского деления входило в состав Кузовской волости  Медынского уезда Калужской губернии (до 1924 года), затем в новообразованной Шанско-Заводской волости.
28 января 1942 года бойцы 110-й стрелковой дивизии освободили Павлищево от гитлеровских оккупантов.

## Население
| 2002 | 2010 |
| ---- | ---- |
| 33   | ↘18  |

## Инфраструктура
Личное подсобное хозяйство с зоной сельскохозяйственного использования, индивидуальная застройка усадебного типа.
Основа экономики — сельское хозяйство.

## Транспорт
Деревня доступна автотранспортом. Остановка общественного транспорта «Поворот на Павлищево» находится на региональной автодороге 29Н-192.
В октябре 2014 года в Павлищево был построен железобетонный мост через реку Шаня